# Halina Radacz
Halina Radacz, née Płoszek, est une clerc et pasteure luthérienne polonaise née le 12 août 1958 à Gdańsk, prêtre de l'Église protestante de la confession d'Augsbourg en Pologne, activiste œcuménique, cheffe du comité de rédaction œcuménique de Telewizja Polska.

## Biographie
Elle naît le 12 août 1958 à Gdańsk et est issue d'une famille évangélique. Elle est diplômée de la faculté de théologie de l'Académie chrétienne de théologie de Varsovie (en), au cours de laquelle elle effectue son stage au bureau de l'évêque de l'Église et au bureau du Consistoire. En 1983, elle est responsable de la maison de vacances Betania à Wapienica, près de Bielsko-Biała. De 1984 à 1985, elle est catéchiste dans sa paroisse d'origine à Sopot, puis de 1985 à 1989 dans la paroisse de Działdów. Elle est également catéchiste diocésaine à la diocèse de Mazurie.
Le 25 janvier 1987, elle est ordonnée diaconesse à l'église de Jésus le Vivant à Lidzbark (pl), en Mazurie. De 1989 à 1998, elle est membre du clergé de la paroisse d'Olsztynek. En 1991, elle est l'une des fondatrices du Forum des femmes luthériennes en Pologne.
Depuis août 1998, au nom du Conseil œcuménique polonais, elle est employée à la rédaction œcuménique de Telewizja Polska, dont elle est pendant de nombreuses années la remplaçante du directeur adjoint Père Dr Henryk Paprocki. Le 1er avril 2020, elle remplace Père Paprocki à la tête de la rédaction œcuménique de Telewizja Polska. Elle est l'autrice de nombreux reportages décrivant diverses confessions chrétiennes.
Depuis septembre 1998, elle exerce son ministère à la paroisse de Żyrardów et, depuis 2014, elle est également membre du clergé de la paroisse évangélique-augsbourgeoise de Rawa Mazowiecka,.
L'année 2017 marque le 30e anniversaire de son ordination diaconale. À l'époque, elle est la seule femme diaconesse en Pologne à diriger pratiquement seule deux paroisses évangéliques.
En 2020 et 2021, elle participe aux manifestations de la grève des femmes en Pologne.
Le 7 mai 2022, elle devient la première femme de l'Église protestante de la confession d'Augsbourg en Pologne à être ordonnée prêtre. Elle est ordonnée avec 8 autres diaconesses dans l'église de la Sainte-Trinité de Varsovie, l'ordination est réalisée par l'évêque de l'église Jerzy Samiec (pl), assisté par Père Wojciech Płoszek et Père Waldemar Radacz. Sont également ordonnées avec elle Małgorzata Gas, Karina Chwastek-Kamieniorz, Beata Janota, Katarzyna Kowalska, Wiktoria Matloch, Katarzyna Rudkowska, Izabela Sikora et Marta Zachraj-Mikołajczyk. Halina Radacz prononce un sermon d'ordination au cours de l'office.
Elle interroge Jan Miodek (pl) sur le féminin polonais du mot « prêtre » et sur le titre d'une femme prêtre, mais estime ne pas avoir besoin de titre pour se sentir utile.
Le 1er juin 2023, elle devient pasteure-administratrice des paroisses de Żyrardów et de Rawa Mazowiecka, où elle avait déjà exercé son ministère.

## Vie privée
Son mari est le père Waldemar Radacz.

## Récompenses et distinctions
En 2021, elle reçoit le prix du Père Roman Indrzejczyk 2019-2021 décerné par le Conseil polonais des chrétiens et des juifs (pl).
Le 9 octobre 2022, elle reçoit le prix du Congrès des femmes,.